# 若狹國分寺
若狹國分寺（わかさこくぶんじ）是位在日本福井縣小濱市的曹洞宗寺院。山號「護國山」。本尊釋迦如來、開基（創立者）為聖武天皇。

## 歷史
天平13年（741年），聖武天皇發布「國分寺建立之詔」，在諸國建立的國分寺之一。

## 關連項目
- 國分寺

## 外部連結
- 若狹國分寺跡